# 카인 (프로게이머)
카인(본명: 장누리, 1987년 2월 6일 ~ )은 대한민국의 전직 리그 오브 레전드 프로게이머이다. 프로게임단 지도자로도 활동했다. 선수 시절 포지션은 서포터였으며 아이디는 Cain을 사용했다.

## 선수 시절
2012년 5월, 나진 블랙 소드에 입단하면서 프로 커리어를 시작했다. 서머 시즌 팀의 주전 서포터로 활동하면서 팀의 4강 진출에 기여했다. 리그 오브 레전드 월드 챔피언십 시즌 2에는 로스터에 포함되면서 참가했다. 롤드컵에서는 8강에서 탈락했다.
2012-2013 윈터 시즌 여러 챔피언들을 다양하게 다루는 모습을 보여주면서 팀의 우승에 기여했다. 스프링 시즌에서는 8강에서 탈락했지만 NLB에선 우승을 차지했다.
2013-2014 윈터 시즌에는 쏭에게 주전을 내주었다. 하지만 팀이 NLB로 내려오면서 다시 주전으로 복귀해싸. 스프링 시즌에서는 빠르게 탈락하고 말았다. 서머 시즌에서는 오뀨와 호흡을 맞추며 팀의 준우승에 기여했다.
2015시즌을 앞두고 나진의 통합팀인 나진 e-mFire에 입단했다. 하지만 퓨어에게 주전 자리를 내주었다.

## 지도자 생활
2016시즌을 앞두고 CJ 엔투스의 코치로 부임했다.
2017시즌을 앞두고 클라우드 나인의 코치로 부임했다.
2017년 3월, 팀 리퀴드의 감독으로 부임했다. 2018 스프링 시즌 팀의 우승에 기여했다. 서머 시즌에서도 팀의 리그 2연패에 기여했다. 2019시즌에서도 스프링과 서머 시즌을 우승하는데 공헌하면서 팀의 4연속 우승을 이끌었다. 2019 서머 시즌 종료 이후 최고의 감독을 수상했다.
2020년 4월에는 팀 리퀴드의 코치로 자리를 옮겼다. 2020시즌 종료 후 팀에서 퇴단했다.
2021년 5월, 아프리카 프릭스의 감독으로 부임했다. 2022시즌 종료 이후 팀과 계약이 종료되면서 팀을 떠났다.

## 소속팀

### 선수
| # | 팀명           | 소속 기간             | 소속 리그 | 비고 |
| - | -------------- | --------------------- | --------- | ---- |
| 1 | 나진 블랙 소드 | 2012.05.30~2015.11.30 | LCK       |      |

### 지도자
| # | 팀명            | 직책 | 소속 기간             | 소속 리그 | 비고 |
| - | --------------- | ---- | --------------------- | --------- | ---- |
| 1 | CJ 엔투스       | 코치 | 2015.12.01~2016.10.28 | LCK       |      |
| 2 | 클라우드 나인   | 코치 | 2016.12.19~2017.03.24 | LCS       |      |
| 3 | 팀 리퀴드       | 감독 | 2017.03.24~2020.04.28 | LCS       |      |
| 4 | 팀 리퀴드       | 코치 | 2020.04.28~2020.11.12 | LCS       |      |
| 5 | 아프리카 프릭스 | 감독 | 2021.05.03~2022.09.22 | LCK       |      |

## 수상 내역

### 선수
- 리그 오브 레전드 월드 챔피언십 시즌 2 8강
- MLG 2012 폴 챔피언십 준우승
- 올림푸스 리그 오브 레전드 챔피언스 윈터 2012-2013 우승
- 이엠텍 나이스게임TV 리그 오브 레전드 배틀 스프링 2013 우승
- 기가바이트 나이스게임TV 리그 오브 레전드 배틀 서머 2013 우승
- 리그 오브 레전드 월드 챔피언십 시즌 3 4강
- ZOTAC 나이스게임TV 리그 오브 레전드 배틀 윈터 2013-2014 준우승
- 빅파일 나이스게임TV 리그 오브 레전드 배틀 스프링 2014 준우승
- 아이티엔조이 나이스게임TV 리그 오브 레전드 배틀 서머 2014 준우승

### 지도자
- 리그 오브 레전드 챔피언십 시리즈 스프링 2018 우승
- 리그 오브 레전드 챔피언십 시리즈 서머 2018 우승
- 리그 오브 레전드 챔피언십 시리즈 스프링 2019 우승
- 리그 오브 레전드 미드 시즌 인비테이셔널 2019 준우승
- 리그 오브 레전드 챔피언십 시리즈 서머 2019 우승
- 리그 오브 레전드 챔피언십 시리즈 서머 2019 최고의 감독상